# Gnathopalystes nigrocornutus
Gnathopalystes nigrocornutus är en spindelart som först beskrevs av Anna Maria Sibylla Merian 1911.  Gnathopalystes nigrocornutus ingår i släktet Gnathopalystes och familjen jättekrabbspindlar.
Artens utbredningsområde är Sulawesi. Inga underarter finns listade i Catalogue of Life.